# František Vláčil
František Vláčil (Český Těšín, 19 febbraio 1924 – Praga, 28 gennaio 1999) è stato un regista e sceneggiatore ceco.

## Biografia
Nel 1968 lo Stato gli conferì il titolo di Artista meritevole e nel 1988 quello di Artista nazionale.
Vinse il Globo di Cristallo al Festival internazionale del cinema di Karlovy Vary nel 1978 con Le ombre di una calda estate.

## Filmografia parziale
- La colomba bianca (Holubice) (1960)
- Ďáblova past (1962)
- Markéta Lazarová (1967)
- Údolí včel (1967)
- Adelheid (1969)
- Mesto v bílém (1972)
- Povest o stríbrné jedli (1973)
- Karlovarské promenády (1973)
- Praha secesní (1974)
- Sirius (1975)
- Dým bramborové nate (1977)
- Le ombre di una calda estate (Stíny horkého léta ) (1978)
- Koncert na konci léta (1980)
- Pasácek z doliny (1983)
- Hadí jed (1984)
- Stin kapradiny' (1985)
- Albert (1985)
- Mág (1988)